# カラテ映画
カラテ映画（カラテえいが）は、空手道を題材とした映画作品の総称。アクション映画の一ジャンル。表記は「カラテ映画」「空手映画」の二種類があり、どちらの使用も多い。カンフー（クンフー）を題材とした「カンフー映画」（クンフー映画）とは異なるが、日本では長い期間、「カンフー映画」も「カラテ映画」として紹介されていた。
代表的なカラテスターに、千葉真一、志穂美悦子、山下タダシ、倉田保昭らが挙げられ、特に東映が1970年代半ばに彼らのカラテ映画を量産した。単にケンカが強いという理由で『極悪拳法』という渡瀬恒彦のカラテ映画を作ったこともある。東映カラテ映画は香港物と違って血がドバッと出る、首が捻じ曲がるなどの残酷描写に特徴があった。この点ではそれまでの任侠路線や、直前の実録シリーズの東映テイストを踏襲していた。
千葉真一主演の1974年『激突! 殺人拳』は、同年のうちにニュー・ライン・シネマが買い付け、アメリカに輸入され、『The Street Fighter』というタイトルで公開され大ヒットした。『激突! 殺人拳』が、全てのカラテ映画の始まりとする論調もある。また後に大きな成功を収めるニュー・ライン・シネマの出発点ともいわれる。英語タイトルが著名なコンピュータゲーム『ストリートファイターシリーズ』のタイトルに使用されたことでも知られている。カラテ映画は多くの格闘映画やハリウッド映画にも影響を与えた。

## 呼称
「空手映画」または「カラテ映画」表記は、1973年12月22日に日本で公開された『燃えよドラゴン』の大ヒットで、映画興行界に興った"カラテ映画ブーム"の際、早い段階で両方の表記が見られた。“東映空手映画”第1弾『激突! 殺人拳』の製作着手を伝える『キネマ旬報』1973年12月下旬号には「東映は小沢茂弘監督、千葉真一主演で"空手映画"『激突! 殺人拳』の製作に着手した…世界のアクション映画に空手ブームが起こっていることから。東映は輸出を目的に、最初は香港との合作映画を企画したが、"功夫映画"と呼ばれる空手映画が全作品の八割を占めるという香港映画界は…日本製"カラテ映画"に取り組む」などと短い文に「空手映画」と「カラテ映画」両方の表記が混在している。何故最初から両方の表記があったのかは分からない。さらに同じ文中に「功夫映画」という言葉も使われている。これは『キネマ旬報』は香港製の格闘映画は最初から「功夫映画」と分かっていたが、同様にこれを「空手映画」「カラテ映画」と呼び、「功夫映画」でやっているのは空手ではなく功夫と指摘することなくそのまま「空手映画」「カラテ映画」の両方が普及したものと考えられる。この記事より早い『月刊ビデオ&ミュージック』 1973年9月号「鎖された市場に映画化注目ー韓国・中国など、日本映画解禁の兆ー」という見出しの記事は、当時の世界的な中国ブームに便乗して香港映画が世界中で大ウケしているのにも関わらず、日本映画はアジアでの対日感情の悪さがあり、輸出もままならないが主な内容であるが、記事内で「唐手映画」という言葉を一回だけ使用している。日本のマスメディアは最初から「功夫映画」を「空手映画」「カラテ映画」「唐手映画」と表現していたことが分かる。また後述する内容に関連するが、香港映画の輸入第一号として画策しているのは東映で、狙う映画は『BIG・BOSS』（中国題名『唐山大兄』）で、これは後に東和が輸入し『ドラゴン危機一発』と日本語タイトルを付けて公開したが、ブルース・リーに最初に目を付けたのは東映（東映洋画）と書かれている。
『週刊文春』1974年1月28日号には「死せる李小竜（ブルース・リー）日本映画を走らす」という見出しで、『日本沈没』（東宝）を筆頭に各社軒並み大ヒットを記録した邦画界に比べて、洋画で群を抜いて稼いだのが『燃えよドラゴン』で、同作は1973年に世界的にヒットを記録したが、日本の映画関係者は「日本と欧米では空手に対する認識が違うから商売にはなるまい」と高を括っていたが、予想を裏切り大ヒットした。映画評論家の中には「荒唐無稽
でハデなアクション映画が正月はヒットすることが多いから、たまたま『燃えよドラゴン』以外にその種の理屈抜き作品がなかっただけ」と『燃えよドラゴン』の大ヒットはまぐれと評する者もいた。この『週刊文春』の記事内では全て「空手映画」で統一し、ブルース・リーを「空手スター」「空手使い」と表記している。
『報知新聞』1974年2月2日付には「（ズームアップ） 遅まきながら空手ブーム 激突する東映と松竹」という記事が載り、記事内に「『燃えよドラゴン』のヒットで、日本にも異常な"クンフー（空手）映画"ブームがやってきた」と書かれていることから、クンフーは空手の亜流、あるいは種類の一つと映画関係者は認識していたものと見られ、日本の映画会社はクンフー映画も空手映画として売った。千葉真一が「あちらのは三発ブチこまないと倒れない、いわば空手舞踊。柔より、剛一発必殺の本場の空手を見せてやる」と話していることから、クンフーは空手の真似と空手の関係者も思っていたものと見られる。当時日本の映画関係者の間では「チャイナ服ものは当たらない」「香港映画は邦画の物マネ」などと香港映画をゲテモノ扱いしており、日本人が悪玉扱いされる香港映画を毛嫌いしていた。世界中が空手ブームに沸いたのは1973年の正月のことだったが、同年夏に香港映画各社がカンフー映画を日本に売り込みに来たときにはハナも引っ掛けず。ところが降って湧いた空手映画ブームに「それ！バスに乗り遅れるな！」とばかり、日本の映画会社、特に東映と松竹は目の色を変えた。早い段階で「空手映画」「カラテ映画」の表記は見られるが、当初は「空手映画」として宣伝するケースが多かった。東映の『激突! 殺人拳』、松竹の『怒れ毒蛇 目撃者を消せ』の公開を伝える『サンデー毎日』1974年7月24日号の記事タイトルは「サルまねを交えた空手映画ブーム」だった。日本が香港映画を馬鹿にしていることに怒った香港映画界は『怒れ毒蛇 目撃者を消せ』の香港ロケを拒否している。『怒れ毒蛇 目撃者を消せ』は公開当時は盛んに「空手映画」として宣伝したが、今日松竹のデータベースではこの映画を「空手映画」だったことは公表してない。1974年春に来日した香港の映画関係者が『激突! 殺人拳』を観て「カラテの恰好だけにこだわるマガイもの」と発言し、東映の関係者を激怒させた。
『映画時報』1974年2月号では「空手映画」と書かれ、『毎日新聞』夕刊1974年2月5日付に「ブームです 空手映画」と、1973年12月22日に日本で公開された『燃えよドラゴン』の新聞広告のキャッチコピーには「空手ブームを呼んだ巨大な星！ これぞ本命！燃えよドラゴン」と、『報知新聞』1974年3月24日付には「空手のブルース・リー」と書かれた記事が載る、東映が1974年2月2日に公開した『激突! 殺人拳』の新聞広告には「空手映画の真髄こゝにあり」とキャッチコピーが打たれている、松竹が1974年3月9日に公開したチャーリー・チャン（陳惠敏）主演の香港映画『怒れ！タイガー』に「ついに出た！空手映画の決定版」とキャッチコピーを打ち、日活が『赤ちょうちん』の併映作に選んだジミー・ウォング主演・監督の『吼えろ!ドラゴン 起て!ジャガー』のキャッチコピーには「最新強烈空手映画！」と書かれている。『映画時報』1974年5月号にはその『赤ちょうちん』のヒットに対して村上覚日活取締役副社長が「香港の空手映画をつけたんですが、これは空手ブームにも乗ったと思う」と述べている。
『映画評論』は1974年4月号で「唐手映画」と書いているが、『キネマ旬報』1974年4月上旬号で黒井和男が、香港・台湾の映画界を取材し「カラテ映画ブームを探る」というタイトルの記事を4頁に渡って書き、記事内で一度も「カンフー映画」「クンフー映画」を使わず、香港のカラテ映画で統一している。筈見有弘は『SCREEN』1974年7月号で、「キミと一緒に考えるいい映画と面白い映画 空手映画ブームにさぐる映画の面白さ」というタイトルの記事を3頁に渡って書き、記事内は香港映画も全て「空手映画」で統一している。
『キネマ旬報』1976年4月下旬号の公開映画として『英雄榜』（The File of Heroes）と『赤手空拳』（Furious Dragon）と二本のカンフー映画が同じ頁に紹介され（以下、漢字表記等は同誌原文のまま）、『英雄榜』『赤手空拳』のどちらも舞台を太平洋戦争（日中戦争）末期に置き、中国各地で大日本帝国に虐げられる中国人を描き、『英雄榜』の解説には「反日空手映画が香港の銀幕に登場したのは1971年であった。この年、『竜虎門』（王羽主演）『精武門』（邦題『ドラゴン怒りの鉄拳』（李小竜＝ブルース・リー）『英雄榜』（張翼主演）などの反日空手映画の先駆的作品が生まれ、それぞれ入場者の数を書き変えるほどの大人気となった（中略）この映画は香港、シンガポール、タイ、台湾、カンボジア、ベトナム、北アメリカ、南アメリカ、中東、ヨーロッパで公開され、約二百万人の人々がこの映画を観たと推定されている。とくに東南アジアでは、驚異的な興行成績をあげた」などと書かれている。大ヒットしたアジアの国々は太平洋戦争時に日本軍が侵略した国で、日本ではカンフー映画＝反日（空手）映画と見なされ、当時の映画人は戦争体験を持つ人たちのため、日本人を悪玉扱いするカンフー映画を日本でそのまま受け入れることに抵抗があったのかもしれない。
このように1976年前半に於いても漢字表記の「空手映画」の使用が圧倒的に多かった。同時期に韓国ではカンフー映画を「跆拳道（テコンドー）映画」という名称で呼んだとされ、李英載は「西欧を含むアジア以外の世界において日本映画、日本文化が担っていたアジアの窓口としての役割が、カンフーという馴染みのない『アクション』に『カラテ』という名称をつけさせたのだろう」と推察している。

## 歴史
空手を題材とした映画、作中の一部に空手が扱われる映画・映像作品は古くからあり、空手を主題とした日本の商業映画では、戦前の1937年に白井戦太郎監督が大都映画で『初祝唐手剣法』を製作した他、戦後も東映が波島進主演で1955年『飛燕空手打ち』他、7本のカラテ映画を製作している。高倉健のデビュー作は1956年の『電光空手打ち』だった。その後も空手を題材とする映画は、劇映画とドキュメンタリー映画の両方で作られたが、カラテ映画が日本で量産されるきっかけはブルース・リーである。1972年に東映洋画を設立した岡田茂東映社長が、洋画の買い付け段階で人から勧められたブルース・リーの映画を1973年夏頃観て、「ブルース・リーを千葉真一に置き換えて映画を作れ」と発想した。
岡田にブルース・リーの映画を勧めたのは誰か、岡田が観たブルース・リー映画は何だったのかに関しては異なる証言があり、真相は不明であるが、全部観たのかも知れない。『激突! 殺人拳』の脚本・鳥居元宏は、岡田に「丸の内東映がフタを開ける前に『燃えよドラゴン』の試写を観るから明日朝6時に来い」と呼びつけられ、試写の後、「これをパチれ！（パクれ）、高田宏治とお前の二人で『燃えよドラゴン』を日本版にしろ』と指示された、岡田社長が『洋画をパチれ』と指示するのは年中のことです」などと証言している。『毎日新聞』夕刊1974年2月5日付に「『燃えよドラゴン』というより、ブルース・リーをそっくりまねた『激突! 殺人拳』」と書かれている。「キング・オブ・ザ・不良性感度」こと、岡田茂は不振の続くスケバン映画をサッと切り、実録路線に続くジャンルとして「カラテ映画」の路線化を決めた。東映の東西両撮影所である東映京都撮影所（以下、東映京都）、東映東京撮影所（以下、東映東京）にそれぞれ千葉真一の主演「カラテ映画」製作の指示を出した。こうして東映京都で『激突! 殺人拳』が製作され、以降「殺人拳シリーズ」として路線化され、東映東京は岡田から「千葉主演で海外も視野に入れた空手映画」という命題を与えられたことから、空手に忍者・拳法などが取り入れられた。監督には岡田の新機軸の担当、石井輝男が抜擢され、『直撃! 地獄拳』が製作され、「地獄拳シリーズ」として二作が製作された。「地獄拳シリーズ」は東映京都で作られた大マジメ活劇に比べて、下ネタ満載の喜劇化した無責任アクションを展開させた。この点では80年代の「悪漢探偵シリーズ」など香港映画の喜劇路線を先取りした、アメリカ映画「ニンジャシリーズ」などにも影響を与えたと評価される。
『激突！殺人拳』の大ヒットで空手映画ブームが興り、国内を席巻した。同作と東和が配給した『片腕ドラゴン』がどちらも大ヒットしたことで、それまで様子見だった日本の映画会社は「それっ」とばかりにカラテ映画の輸入を急いだ。日本でカラテ映画ブームが起きたとき、既に香港ではクンフー映画ブームは去っており、乱作で大量のお蔵入りが出ていたことから、日本の洋画配給会社にとっては安く仕入れられるボロイ商売だった。松竹もブルース・リー人気に便乗して、ブルース・リー以外が出演するカンフー映画を空手映画と称して毎月のように日本で公開した。当時の香港では年間100本以上のクンフー映画を粗製乱造していたため、タマには事欠かなかった。松竹は自社でも田宮二郎主演・井上梅次監督で、カオチャン（高強）という香港のスターを招いて『怒れ毒蛇 目撃者を消せ』（1974年2月16日公開）を製作した。このような日本映画界の風潮に白井佳夫『キネマ旬報』編集長は「ブルース・リーはジェームズ・ボンド以来の大スターだ。実力のなさをカメラアングルでごまかした"二番煎じ映画"が当たるわけはない」と揶揄した。松竹は結局、自社でのカラテ映画製作は一本だけに終わり、東映以外の各社は1974年は歌謡スターを主演・準主演に起用した青春映画を量産したため、日本ではただ一社東映だけが「空手路線」を続けた。
1974年前半は40本ともいわれる「カラテ映画」が大量に公開され、「日本製カラテ映画」「香港製カラテ映画」「アメリカ製カラテ映画」の他、便乗王国「イタリア製カラテ映画」として『荒野のドラゴン』『空手アマゾネス』なども公開された。
千葉らカラテ映画の大半は、相手のタマ〇ンを引き裂いたり、首を180度曲げたり、肉を引き裂き、骨を砕き、虎を殴り殺したりの劇画チック、かつ何でもありの映画群で、婦女子はドン引きしたものの町場の男子のハートを鷲掴みした。カラテ映画は東映のヤクザやポルノ、トラック野郎などと同様「男の映画」。杉作J太郎は「当時の東映の映画館に女性客は皆無でした。それは岡田茂さんが、意図的に女性客を切り捨てた映画作りをしていたから…『男だけでいい世界』を描く時代は、おそらくもう二度と来ないでしょう。それは岡田茂さんの大いなるギャンブルが遺してくれた遺産なんです」などと評している。これらカラテ映画のアクションには、空手の経験者ではないが映画的アクションのアイデアを持った出演もする擬斗師・日尾孝司の功績が大きいとされる。多くのカラテ映画の助監督を務めた橋本新一は「カラテ映画の魅力は実戦空手ではなく、殺陣師がつけたアクション空手だから面白いんです」などと評している。カラテ映画は大半が実録ヤクザ路線のB面映画として製作された。
岡田が「ユニークで面白いキャラクターはないか」と"ツルの一声"を発し、東映の看板役者・菅原文太にも空手映画をやらそうと「極悪坊主シリーズ」で菅原が演じる脇役、拳法坊主「了達」を急ぎ主役に抜擢し、工藤栄一監督で『悪坊主拳法』という空手映画の発表を行ったが、製作はされなかった。
岡田がアンジェラ・マオ主演で企画した空手版『緋牡丹博徒』が、アンジェラの出演不能で流れかけたとき、千葉からの推薦で愛弟子・志穂美悦子が抜擢され、『女必殺拳』が製作された。1974年8月31日に公開された同作の志穂美のキリリとした容姿と華麗なアクションはアイドル的人気を呼び、「女必殺拳シリーズ」として以降三作品が作られ、カラテ映画ブームを拡大させた。
千葉が映画、テレビと多忙を極めるため、東映は千葉以外にも空手映画のスターを作る必要性に迫られた。東映京都のプロデューサー・佐藤雅夫がアメリカの空手家・山下タダシをテレビで見て、鈴木正文に山下を紹介してもらい、岡田に了承を受けた上で、山下主演で『ザ・カラテ』（1974年6月15日公開）を製作した。東映では『ザ・カラテ』を「空手映画の第三段で空手映画の決定版」と宣伝し、本物の迫力を売りものに輸出にも大きな期待をかけた。山下タダシが逆輸入の人物だったから、映画のタイトルにそれっぽい「カラテ」と片仮名で表記したものと見られ、映画のタイトルに片仮名表記の「カラテ」が使用されたのはこれが初めてで、以降シリーズ化され、『ザ・カラテ2』（1974年11月1日公開）、『ザ・カラテ3』（1975年1月15日公開）が製作されたが、『シナリオ』1975年2月号の『ザ・カラテ3』の映画評に「確実に稼いでこのところ好調な東映カラテ路線映画。山下タダシ、山城新伍の主演。高田宏治、志村正浩の共筆シナリオ。監督は野田幸男」と書かれており、片仮名表記の「ザ・カラテシリーズ」によって片仮名表記が普及した可能性も考えられ、これ以降にカラテを題材にした映画は片仮名表記の「カラテ」と題名に付けるケースが増えた。『週刊映画ニュース』1976年7月3日付には『地上最強のカラテ』（1976年5月22日公開）の大ヒットを伝える記事に「ブルース・リーの登場、香港映画のカラテものの乱出で映画史上にカラテものの感を抱かせた…』などと伝える記述が載る。
東映カラテ映画は1973年から1977年までに約30本製作された。主演映画も単純明快な活劇アクションが中心で、香港カンフー・アクション・ブームに対するアンサーとして確立したといえる。東映カラテ映画は、正統派から異色作、時にはメーターが壊れた衝撃作もあり、数々の作品で炸裂したボディ・ソニックは、クエンティン・タランティーノを筆頭格に数多くの熱狂的ファンを増殖させるなど、言語の壁を破って海外でも絶賛されており、今日の米国ではブルース・リーよりもサニー・チバがカラテ・スターとしてデフォルトとされる。千葉や志穂のカラテ映画はアメリカや、東南アジア、アラブ諸国、ヨーロッパ、ソ連など共産圏など、海外でも人気を博し、ハリウッドでも「ベスト・キッドシリーズ」のような大ヒットシリーズも生まれた。『ベスト・キッド』はもっとも有名なカラテ映画といわれる。千葉のカラテ映画は全世界50か国に輸出されたとされ、セールスは全世界で約50億円ともいわれる。
カラテ映画ブームは1976年に入り終息したと映画関係者は見ていたが、三協映画製作で、松竹が配給した『地上最強のカラテ』が1976年5月22日に公開されると大ヒットし、ブームを延命させた。量産されたのは1970年代半ばで、ギンティ小林は「日本で1979年7月21日に公開された『ドランクモンキー 酔拳』とともに訪れたジャッキー・チェンブームによって暴力カラテ路線は終わりを告げ、婦女子や子供でも楽しめる口当たりのよいジャンルへ変貌してゆく。まるで初期パンク・ロックの如く太く短い人生を全うした70年代カラテ映画」などと論じている。ジャッキー・チェンを日本で売り出したのも東映（東映洋画）だったが、東映洋画は最初ジャッキー・チェンを「どう見ても前川清だ」と馬鹿にしていたといわれる。70年代以降も日本を始め、各国でコンスタントに「カラテ映画」は製作されている。今日でも「空手映画」「カラテ映画」はどちらも使用が見られる。
『日本経済新聞』が東宝映画社長田中友幸と映画評論家白井佳夫に取材した1982年3月12日付の記事で白井が「香港の空手映画は日本でもヒットした」と話し、少林寺を舞台にした1982年の中国・香港映画『少林寺』の紹介に『報知新聞』は1982年6月17日付で「空手映画決定版」と書いている。ショー・コスギは『中日新聞』2001年5月3日付でインタビューに答え「大学卒業の頃、ブルース・リーの空手映画『燃えよドラゴン』が大ヒットしていました」と話している。2021年8月19日の千葉真一の死去を報じる日本のマスメディアは『激突! 殺人拳』を空手映画と紹介している。

## 評価
デン・オブ・ギークは「空手の名声にもかかわらず、空手を厳密に扱った映画はあまりない。ほとんどの武術映画（Martial arts film）は、カンフーの中国スタイルに基づくもの。日本の武道映画はたくさんあるが、大半は侍や忍者の映画。ドルフ・ラングレンやウェズリー・スナイプス、マイケル・ジェイ・ホワイト、ジャン＝クロード・ヴァン・ダムなど、多くの主要なアクションスターは空手をバックグラウンドに持つが、彼らの映画は空手に特化したものではない。それら俳優のほとんどはさまざまな武道に精通しているため、空手は彼らの映画ではあまりヒューチャーされない」などと論じている。

## 代表的カラテ映画
- ボディガード牙シリーズ（東映）
  - ボディガード牙（1973年5月24日公開）[16][注 2]
  - ボディガード牙 必殺三角飛び（1973年10月13日公開）[16]
- 殺人拳シリーズ（東映）[4]
  - 激突! 殺人拳（1974年2月2日公開）[注 3]
  - 殺人拳2（1974年4月27日公開）
  - 逆襲! 殺人拳（1974年11月22日公開）
  - 子連れ殺人拳（1976年4月10日公開）
- 怒れ毒蛇 目撃者を消せ（松竹、1974年2月16日公開）[30]
- ザ・カラテシリーズ（東映）
  - ザ・カラテ（1974年6月15日公開）[92]
  - ザ・カラテ2（1974年11月1日公開）[93]
  - ザ・カラテ3（1975年1月15日公開）[94]
- 地獄拳シリーズ（東映）[18]
  - 直撃! 地獄拳（1974年8月10日公開）
  - 直撃地獄拳 大逆転（1974年12月28日公開）
- 女必殺拳シリーズ（東映）[59]
  - 女必殺拳（1974年8月31日公開）
  - 女必殺拳 危機一発（1974年12月7日公開）
  - 帰って来た女必殺拳（1975年8月30日公開）
  - 女必殺五段拳（1976年5月29日公開）
- けんか空手シリーズ（東映）[69]
  - けんか空手 極真拳（1975年8月9日公開）[4]
  - けんか空手 極真無頼拳（1975年12月27日公開）
- 武道ドキュメント 拳豪の祭典（東映、1974年9月14日公開）[18]
- 極真カラテ映画三部作（三協映画）
  - 地上最強のカラテ（1976年5月22日公開）[95]
  - 地上最強のカラテ PART2（1976年12月18日公開）[96]
  - 世紀の真剣勝負 地上最強のカラテ総集編（1977年9月17日公開）[97]
  - 最強最後のカラテ（1980年1月19日公開）[注 4]
- 世界最強の格闘技 殺人空手（1976年10月30日公開）[18][98][注 5]
- 武闘拳 猛虎激殺!（東映、1976年8月7日公開）
- 空手バカ一代（1977年5月14日公開）[5][注 6]
- カラテ大戦争（松竹、1978年3月4日公開）
- ベスト・キッドシリーズ
  - ベスト・キッド（日本公開1985年2月16日）
  - ベスト・キッド2（日本公開1986年10月8日）
  - ベスト・キッド3 最後の挑戦（日本公開1989年10月14日）
  - ベスト・キッド4（日本公開1995年2月25日）
  - ベスト・キッド（日本公開2010年8月14日）
  - ベスト・キッド:レジェンズ（日本公開2025年8月29日）
- 押忍!!空手部（松竹、1990年3月17日公開）
- 風のファイター（韓国映画[4]、日本公開2003年6月[99]）
- 黒帯 KURO-OBI（2007年10月13日公開）[4]
- ハイキック・ガール!（ハイキック・ガール！パートナーズ、2009年5月30日公開）
- KG カラテガール（アマゾンラテルナ・ダブ、2011年2月5日公開）[5]
- KARATE KILL/カラテ・キル（マメゾウピクチャーズ、2016年9月3日公開）
- ひとつの空（ボーダレスナイン、2024年6月22日公開）